# Lars Egil Gran
Lars Egil Gran (ur. 1978) – norweski skoczek narciarski.
W międzynarodowych zawodach organizowanych przez Międzynarodową Federację Narciarską debiutował w grudniu 1994 startując w konkursach Pucharu Kontynentalnego w norweskim Lillehammer, gdzie uplasował się na 62. pozycji. W marcu 1996 w Voss zajął pierwsze i jedyne podium zawodów tej rangi plasując się na 2. pozycji. 

## Mistrzostwa świata juniorów
- Indywidualnie
  - 1996  Asiago / Gallio – 5. miejsce
- Drużynowo
  - 1996  Asiago / Gallio – 7. miejsce

## Puchar Świata

### Miejsca w poszczególnych konkursach indywidualnychPucharu Świata
| Źródło | Źródło      | Źródło     | Źródło                 | Źródło    | Źródło        | Źródło    | Źródło    | Źródło     | Źródło                 | Źródło    | Źródło        | Źródło    | Źródło    | Źródło  | Źródło  | Źródło      | Źródło   | Źródło                | Źródło                | Źródło        | Źródło        | Źródło | Źródło | Źródło | Źródło    | Źródło | Źródło | Źródło | Źródło | Źródło | Źródło | Źródło | Źródło | Źródło | Źródło | Źródło | Źródło | Źródło | Źródło | Źródło | Źródło | Źródło | Źródło | Źródło | Źródło | Źródło | Źródło | Źródło | Źródło |
| --- | ----------- | ---------- | ---------------------- | --------- | ------------- | --------- | --------- | ---------- | ---------------------- | --------- | ------------- | --------- | --------- | ------- | ------- | ----------- | -------- | --------------------- | --------------------- | ------------- | ------------- | ------ | ------ | ------ | --------- | ------ | ------ | ------ | ------ | ------ | ------ | ------ | ------ | ------ | ------ | ------ | ------ | ------ | ------ | ------ | ------ | ------ | ------ | ------ | ------ | ------ | ------ | ------ | ------ |
| Sezon 1994/1995 |             |            |                        |           |               |           |           |            |                        |           |               |           |           |         |         |             |          |                       |                       |               |               |        |        |        |           |        |        |        |        |        |        |        |        |        |        |        |        |        |        |        |        |        |        |        |        |        |        |        |        |
| Planica | Planica     | Oberstdorf | Garmisch-Partenkirchen | Innsbruck | Bischofshofen | Willingen | Engelberg | Engelberg  | Sapporo                | Sapporo   | Lahti         | Lahti     | Kuopio    | Falun   | Falun   | Lillehammer | Oslo     | Vikersund             | Vikersund             | Oberstdorf    | punkty        | punkty | punkty | punkty | punkty    | punkty | punkty | punkty | punkty | punkty | punkty | punkty | punkty | punkty | punkty | punkty | punkty | punkty | punkty |        |        |        |        |        |        |        |        |        |        |
| - | -           | -          | -                      | -         | -             | -         | -         | -          | -                      | -         | -             | -         | -         | -       | -       | -           | -        | 36                    | -                     | -             | 0             | 0      | 0      | 0      | 0         | 0      | 0      | 0      | 0      | 0      | 0      | 0      | 0      | 0      | 0      | 0      | 0      | 0      | 0      |        |        |        |        |        |        |        |        |        |        |
| Sezon 1995/1996 |             |            |                        |           |               |           |           |            |                        |           |               |           |           |         |         |             |          |                       |                       |               |               |        |        |        |           |        |        |        |        |        |        |        |        |        |        |        |        |        |        |        |        |        |        |        |        |        |        |        |        |
| Lillehammer | Lillehammer | Villach    | Planica                | Predazzo  | Chamonix      | Chamonix  | Oberhof   | Oberstdorf | Garmisch-Partenkirchen | Innsbruck | Bischofshofen | Engelberg | Engelberg | Sapporo | Sapporo | Zakopane    | Zakopane | MŚL – Bad Mitterndorf | MŚL – Bad Mitterndorf | Iron Mountain | Iron Mountain | Kuopio | Lahti  | Lahti  | Harrachov | Falun  | Oslo   | punkty |        |        |        |        |        |        |        |        |        |        |        |        |        |        |        |        |        |        |        |        |        |
| - | -           | -          | -                      | -         | -             | -         | -         | -          | -                      | -         | -             | -         | -         | -       | -       | -           | -        | -                     | -                     | -             | -             | -      | -      | -      | -         | -      | 34     | 0      |        |        |        |        |        |        |        |        |        |        |        |        |        |        |        |        |        |        |        |        |        |
| Legenda |             |            |                        |           |               |           |           |            |                        |           |               |           |           |         |         |             |          |                       |                       |               |               |        |        |        |           |        |        |        |        |        |        |        |        |        |        |        |        |        |        |        |        |        |        |        |        |        |        |        |        |
| 1 2 3 4-10 11-30 poniżej 30 dq – dyskwalifikacja q – dyskwalifikacja w kwalifikacjach q – zawodnik nie zakwalifikował się - – zawodnik nie wystartował |             |            |                        |           |               |           |           |            |                        |           |               |           |           |         |         |             |          |                       |                       |               |               |        |        |        |           |        |        |        |        |        |        |        |        |        |        |        |        |        |        |        |        |        |        |        |        |        |        |        |        |

## Letnie Grand Prix

### Miejsca w poszczególnych konkursach indywidualnychLGP
| Źródło | Źródło  | Źródło       | Źródło   | Źródło | Źródło | Źródło | Źródło | Źródło | Źródło | Źródło | Źródło | Źródło | Źródło | Źródło | Źródło | Źródło | Źródło | Źródło | Źródło | Źródło | Źródło | Źródło | Źródło | Źródło | Źródło | Źródło |
| --- | ------- | ------------ | -------- | ------ | ------ | ------ | ------ | ------ | ------ | ------ | ------ | ------ | ------ | ------ | ------ | ------ | ------ | ------ | ------ | ------ | ------ | ------ | ------ | ------ | ------ | ------ |
| 1996 |         |              |          |        |        |        |        |        |        |        |        |        |        |        |        |        |        |        |        |        |        |        |        |        |        |        |
| Trondheim | Oberhof | Hinterzarten | Predazzo | Stams  | punkty |        |        |        |        |        |        |        |        |        |        |        |        |        |        |        |        |        |        |        |        |        |
| q | -       | -            | -        | -      | 0      |        |        |        |        |        |        |        |        |        |        |        |        |        |        |        |        |        |        |        |        |        |
| Legenda |         |              |          |        |        |        |        |        |        |        |        |        |        |        |        |        |        |        |        |        |        |        |        |        |        |        |
| 1 2 3 4-10 11-30 poniżej 30 dq – dyskwalifikacja q – zawodnik nie zakwalifikował się - – zawodnik nie wystartował |         |              |          |        |        |        |        |        |        |        |        |        |        |        |        |        |        |        |        |        |        |        |        |        |        |        |

## Puchar Kontynentalny

### Miejsca w klasyfikacji generalnej
| Sezon     | Miejsce |
| --------- | ------- |
| 1994/1995 | 271.    |
| 1995/1996 | 35.     |

### Miejsca w pierwszej dziesiątce konkursówPucharu Kontynentalnego
1. Reit im Winkl – 12 stycznia 1996 (8. miejsce)
2. Titisee-Neustadt – 3 marca 1996 (7. miejsce)
3. Bollnäs – 8 marca 1996 (10. miejsce)
4. Falun – 10 marca 1996 (9. miejsce)
5. Voss – 23 marca 1996 (2. miejsce)
6. Voss – 24 marca 1996 (9. miejsce)

### Miejsca w poszczególnych konkursachPucharu Kontynentalnego
| Sezon 1994/1995                                                               |             |           |       |        |              |             |             |             |               |         |         |         |            |               |                     |          |          |         |        |         |         |               |              |              |           |                  |           |         |       |       |           |           |        |         |         |           |           |           |        |        |        |        |        |        |        |        |        |        |        |        |        |        |        |        |        |        |        |        |        |        |        |        |        |        |        |        |        |        |        |        |        |        |        |        |        |        |        |        |
| Lillehammer                                                                   | Lillehammer | Jyväskylä | Lahti | Lahti  | Sankt Moritz | Lake Placid | Lake Placid | Planica     | Planica       | Sapporo | Sapporo | Sapporo | Courchevel | Courchevel    | Szczyrbskie Jezioro | Zakopane | Zakopane | Gallio  | Gallio | Liberec | Liberec | Reit im Winkl | Saalfelden   | Ruhpolding   | Westby    | Iron Mountain    | Ishpeming | Sapporo | Zaō   | Zaō   | Schönwald | Schönwald | Sprova | Sprova  | Ruka    | Gällivare | Rovaniemi | Rovaniemi | punkty | punkty | punkty | punkty | punkty | punkty | punkty | punkty | punkty | punkty | punkty | punkty | punkty | punkty | punkty | punkty | punkty | punkty | punkty | punkty | punkty | punkty | punkty | punkty | punkty | punkty | punkty | punkty | punkty | punkty | punkty | punkty | punkty | punkty | punkty | punkty | punkty | punkty | punkty | punkty |
| -                                                                             | 62          | -         | -     | -      | -            | -           | -           | -           | -             | -       | -       | -       | -          | -             | -                   | -        | -        | 28      | 43     | -       | -       | -             | -            | -            | -         | -                | -         | -       | -     | -     | -         | -         | -      | -       | -       | -         | -         | -         | 3      | 3      | 3      | 3      | 3      | 3      | 3      | 3      | 3      | 3      | 3      | 3      | 3      | 3      | 3      | 3      | 3      | 3      | 3      | 3      | 3      | 3      | 3      | 3      | 3      | 3      | 3      | 3      | 3      | 3      | 3      | 3      | 3      | 3      | 3      | 3      | 3      | 3      | 3      | 3      |
| Sezon 1995/1996                                                               |             |           |       |        |              |             |             |             |               |         |         |         |            |               |                     |          |          |         |        |         |         |               |              |              |           |                  |           |         |       |       |           |           |        |         |         |           |           |           |        |        |        |        |        |        |        |        |        |        |        |        |        |        |        |        |        |        |        |        |        |        |        |        |        |        |        |        |        |        |        |        |        |        |        |        |        |        |        |        |
| Lauscha                                                                       | Brotterode  | Lahti     | Lahti | Kuopio | Sankt Moritz | Lake Placid | Lake Placid | Bad Goisern | Reit im Winkl | Sapporo | Sapporo | Sapporo | Saalfelden | Berchtesgaden | Willingen           | Liberec  | Liberec  | Seefeld | Westby | Westby  | Gallio  | Gallio        | Örnsköldsvik | Örnsköldsvik | Schönwald | Titisee-Neustadt | Bollnäs   | Sapporo | Beuil | Beuil | Falun     | Zaō       | Zaō    | Planica | Planica | Voss      | Voss      | Rovaniemi | Ruka   | punkty |        |        |        |        |        |        |        |        |        |        |        |        |        |        |        |        |        |        |        |        |        |        |        |        |        |        |        |        |        |        |        |        |        |        |        |        |        |        |
| -                                                                             | -           | -         | -     | -      | 13           | -           | -           | 32          | 8             | -       | -       | -       | 34         | 31            | -                   | -        | -        | -       | -      | -       | -       | -             | -            | -            | 38        | 7                | 10        | -       | -     | -     | 9         | -         | -      | -       | -       | 2         | 9         | -         | -      | 252    |        |        |        |        |        |        |        |        |        |        |        |        |        |        |        |        |        |        |        |        |        |        |        |        |        |        |        |        |        |        |        |        |        |        |        |        |        |        |
| Legenda                                                                       |             |           |       |        |              |             |             |             |               |         |         |         |            |               |                     |          |          |         |        |         |         |               |              |              |           |                  |           |         |       |       |           |           |        |         |         |           |           |           |        |        |        |        |        |        |        |        |        |        |        |        |        |        |        |        |        |        |        |        |        |        |        |        |        |        |        |        |        |        |        |        |        |        |        |        |        |        |        |        |
| 1 2 3 4-10 11-30 poniżej 30 dq – dyskwalifikacja - – zawodnik nie wystartował |             |           |       |        |              |             |             |             |               |         |         |         |            |               |                     |          |          |         |        |         |         |               |              |              |           |                  |           |         |       |       |           |           |        |         |         |           |           |           |        |        |        |        |        |        |        |        |        |        |        |        |        |        |        |        |        |        |        |        |        |        |        |        |        |        |        |        |        |        |        |        |        |        |        |        |        |        |        |        |